# Sommer-Paralympics 2012/Rollstuhltennis
Bei den Sommer-Paralympics 2012 in London wurden in insgesamt sechs Wettbewerben im Rollstuhltennis Medaillen vergeben. Die Entscheidungen fielen zwischen dem 1. und dem 9. September 2012 in Eton Manor.

## Klassen
Bei den paralympischen Tenniswettbewerben mussten Athleten mindestens in einem Bein massive Funktionseinschränkungen haben. Athleten, die an drei oder vier Gliedmaßen behindert sind (Quadriplegiker), starteten gemischt.

## Ergebnisse

### Männer

#### Einzel
| Platz | Land                   | Spieler           |
| ----- | ---------------------- | ----------------- |
| 1     | Japan                  | Shingo Kunieda    |
| 2     | Frankreich             | Stéphane Houdet   |
| 3     | Niederlande            | Ronald Vink       |
| 4     | Niederlande            | Maikel Scheffers  |
| 5     | Vereinigtes Königreich | Gordon Reid       |
| 5     | Frankreich             | Michaël Jeremiasz |
| 5     | Argentinien            | Gustavo Fernández |
| 5     | Belgien                | Joachim Gérard    |

Datum: 8. September 2012

#### Doppel
| Platz | Land                   | Spieler                           |
| ----- | ---------------------- | --------------------------------- |
| 1     | Schweden               | Stefan Olsson Peter Vikström      |
| 2     | Frankreich             | Frédéric Cattaneo Nicolas Peifer  |
| 3     | Frankreich             | Stéphane Houdet Michaël Jeremiasz |
| 4     | Niederlande            | Robin Ammerlaan Ronald Vink       |
| 5     | Japan                  | Shingo Kunieda Satoshi Saida      |
| 5     | Niederlande            | Tom Egberink Maikel Scheffers     |
| 5     | Japan                  | Takuya Miki Takashi Sanada        |
| 5     | Vereinigtes Königreich | Marc McCarroll Gordon Reid        |

Datum: 7. September 2012

### Frauen

#### Einzel
| Platz | Land                   | Spielerin          |
| ----- | ---------------------- | ------------------ |
| 1     | Niederlande            | Esther Vergeer     |
| 2     | Niederlande            | Aniek van Koot     |
| 3     | Niederlande            | Jiske Griffioen    |
| 4     | Deutschland            | Sabine Ellerbrock  |
| 5     | Vereinigtes Königreich | Lucy Shuker        |
| 5     | Thailand               | Sakhorn Khanthasit |
| 5     | Japan                  | Yui Kamiji         |
| 5     | Niederlande            | Marjolein Buis     |

Datum: 7. September 2012

#### Doppel
| Platz | Land                   | Spielerinnen                                |
| ----- | ---------------------- | ------------------------------------------- |
| 1     | Niederlande            | Marjolein Buis Esther Vergeer               |
| 2     | Niederlande            | Jiske Griffioen Aniek van Koot              |
| 3     | Vereinigtes Königreich | Lucy Shuker Jordanne Whiley                 |
| 4     | Thailand               | Sakhorn Khanthasit Chanungarn Techamaneewat |
| 5     | Japan                  | Kanako Domori Yui Kamiji                    |
| 5     | Deutschland            | Sabine Ellerbrock Katharina Krüger          |
| 5     | Kolumbien              | Angélica Bernal Johana Martínez             |
| 5     | Südkorea               | Park Ju-youn Hwang Myung-hee                |

Datum: 8. September 2012

### Quadriplegiker

#### Einzel
| Platz | Land                   | Spieler/innen   |
| ----- | ---------------------- | --------------- |
| 1     | Israel                 | Noam Gershony   |
| 2     | Vereinigte Staaten     | David Wagner    |
| 3     | Vereinigte Staaten     | Nick Taylor     |
| 4     | Israel                 | Shraga Weinberg |
| 5     | Schweden               | Anders Hard     |
| 5     | Vereinigtes Königreich | Peter Norfolk   |
| 5     | Israel                 | Boaz Kramer     |
| 5     | Vereinigte Staaten     | Bryan Barten    |

Datum: 8. September 2012

#### Doppel
| Platz | Land                   | Spieler                           |
| ----- | ---------------------- | --------------------------------- |
| 1     | Vereinigte Staaten     | David Wagner Nick Taylor          |
| 2     | Vereinigtes Königreich | Peter Norfolk Andrew Lapthorne    |
| 3     | Israel                 | Noam Gershony Shraga Weinberg     |
| 4     | Japan                  | Shota Kawano Mitsuteru Moroishi   |
| 5     | Schweden               | Anders Hard Marcus Jonsson        |
| 5     | Italien                | Marco Innocenti Giuseppe Polidori |

Datum: 5. September 2012

## Medaillenspiegel
| Platz | Land               | G | S | B | Gesamt |
| ----- | ------------------ | - | - | - | ------ |
| 01    | Niederlande        | 2 | 2 | 2 | 6      |
| 02    | Vereinigte Staaten | 1 | 1 | 1 | 3      |
| 03    | Israel             | 1 | – | 1 | 2      |
| 04    | Japan              | 1 | – | – | 1      |
| 04    | Schweden           | 1 | – | – | 1      |
| 06    | Frankreich         | – | 2 | 1 | 3      |
| 07    | Großbritannien     | – | 1 | 1 | 2      |